# Silvio Fauner
Silvio Fauner (ur. 1 listopada 1968 w San Pietro di Cadore) – włoski biegacz narciarski, pięciokrotny medalista olimpijski i siedmiokrotny medalista mistrzostw świata.

## Kariera
Jego olimpijskim debiutem były igrzyska w Albertville. Zdobył tam swój pierwszy medal zajmując wraz z Giuseppe Puliè, Marco Albarello i Giorgio Vanzettą drugie miejsce w sztafecie 4 × 10 km. Indywidualnie jego najlepszym wynikiem było 7. miejsce w biegu pościgowym 10+15 km. Igrzyska olimpijskie w Lillehammer były jednymi z najlepszych w jego karierze. Maurilio De Zolt, Marco Albarello, Giorgio Vanzetta i Fauner zdobyli złoty medal w sztafecie. Ponadto Silvio zdobył indywidualnie brązowy medal w biegu pościgowym 10+15 km. Podobne wyniki osiągnął podczas igrzysk olimpijskich w Nagano, gdzie w sztafecie zdobył srebrny medal, a na dystansie 30 km techniką klasyczną wywalczył brązowy medal. Startował ponadto na igrzyskach w Salt Lake City, ale nie zdobył żadnego medalu. W swoim najlepszym starcie był zaledwie czternasty w sprincie techniką dowolną
W 1993 r. zadebiutował na mistrzostwach świata biorąc udział w mistrzostwach w Falun. Zdobył tam srebrny medal w sztafecie oraz brązowy w biegu pościgowym 10+15 km. Największe sukcesy osiągnął jednak na mistrzostwach świata w Thunder Bay, gdzie wywalczył złoty medal w biegu na 50 km techniką dowolną, srebrny w biegu pościgowym oraz brązowy w sztafecie wspólnie z Fulvio Valbusą, Marco Albarello i Fabio Majem. Dwa lata później, na mistrzostwach w Trondheim nie osiągał już tak dobrych wyników. Zdobył co prawda brązowy medal w sztafecie, ale indywidualnie jego największym osiągnięciem było 10. miejsce w biegu pościgowym 10+15 km. Podczas mistrzostw w Ramsau włoska sztafeta w składzie Giorgio Di Centa, Fabio Maj, Fulvio Valbusa i Silvio Fauner powtórzyła wynik z Trondheim zajmując trzecie miejsce. Jednak w indywidualnych startach ani razu nie uplasował się w pierwszej dziesiątce. Startował także w sprincie techniką dowolną na mistrzostwach w Lahti w 2001 r. zajmując 7. miejsce oraz w tej samej konkurencji na mistrzostwach w Val di Fiemme jednak zajął odległe 37. miejsce.
Najlepsze wyniki w Pucharze Świata osiągnął w sezonie 1994/1995, kiedy to zajął trzecie miejsce w klasyfikacji generalnej. Ponadto w sezonie 1996/1997 był trzeci w klasyfikacji sprintu. Łącznie 19 razy stawał na podium zawodów Pucharu Świata, w tym 3 razy zwyciężał.
W 1986 roku wystąpił na mistrzostwach świata juniorów w Lake Placid, gdzie zajął piętnaste miejsce w biegu na 30 km stylem dowolnym. Na rozgrywanych rok później mistrzostwach świata juniorów w Asiago zdobył srebrny medal w tej konkurencji, a w sztafecie był trzeci. Ponadto podczas mistrzostw świata juniorów w Saalfelden w 1988 roku był drugi w sztafecie, czwarty na 30 km oraz dziesiąty w biegu na 10 km.

## Osiągnięcia

### Igrzyska olimpijskie
| Miejsce | Dzień     | Rok  | Miejscowość    | Konkurencja             | Czas biegu | Strata  | Zwycięzca          |
| ------- | --------- | ---- | -------------- | ----------------------- | ---------- | ------- | ------------------ |
| 10.     | 13 lutego | 1992 | Albertville    | 10 km stylem klasycznym | 27:36,0    | +1:17,8 | Vegard Ulvang      |
| 7.      | 15 lutego | 1992 | Albertville    | 10+15 km pościgowy      | 1:05:37,9  | +1:57,0 | Bjørn Dæhlie       |
| 2.      | 18 lutego | 1992 | Albertville    | Sztafeta 4 × 10 km      | 1:39:26,0  | +1:26,7 | Norwegia           |
| 7.      | 14 lutego | 1994 | Lillehammer    | 30 km stylem dowolnym   | 1:12:26,4  | +3:01,3 | Thomas Alsgaard    |
| 8.      | 17 lutego | 1994 | Lillehammer    | 10 km stylem klasycznym | 24:20,1    | +48,0   | Bjørn Dæhlie       |
| 3.      | 19 lutego | 1994 | Lillehammer    | 10 km + 15 km pościgowy | 1:00:08,8  | +1:39,8 | Bjørn Dæhlie       |
| 1.      | 22 lutego | 1994 | Lillehammer    | Sztafeta 4 × 10 km      | 1:41:15,0  | -       | -                  |
| 4.      | 27 lutego | 1994 | Lillehammer    | 50 km stylem klasycznym | 2:07:20,3  | +3:49,3 | Władimir Smirnow   |
| 3.      | 9 lutego  | 1998 | Nagano         | 30 km stylem klasycznym | 1:33:55,8  | +2:12,7 | Mika Myllylä       |
| 10.     | 12 lutego | 1998 | Nagano         | 10 km stylem klasycznym | 27:24,5    | +1:51,0 | Bjørn Dæhlie       |
| 4.      | 14 lutego | 1998 | Nagano         | 10+15 km pościgowy      | 1:07:01,7  | +47,2   | Thomas Alsgaard    |
| 2.      | 17 lutego | 1998 | Nagano         | Sztafeta 4 × 10 km      | 1:40:55,7  | +0,2    | Norwegia           |
| 10.     | 22 lutego | 1998 | Nagano         | 50 km stylem dowolnym   | 2:05:08,2  | +3:36,1 | Bjørn Dæhlie       |
| 51.     | 9 lutego  | 2002 | Salt Lake City | 30 km stylem dowolnym   | 1:11:31,0  | +8:12,9 | Christian Hoffmann |
| 14.     | 19 lutego | 2002 | Salt Lake City | Sprint stylem dowolnym  | 2:56,9     | -       | Tor Arne Hetland   |

### Mistrzostwa świata
| Miejsce | Dzień     | Rok  | Miejscowość   | Konkurencja             | Czas biegu | Strata  | Zwycięzca                     |
| ------- | --------- | ---- | ------------- | ----------------------- | ---------- | ------- | ----------------------------- |
| 13.     | 20 lutego | 1993 | Falun         | 30 km stylem klasycznym | 1:17:33,6  | +1:59,5 | Bjørn Dæhlie                  |
| 6.      | 22 lutego | 1993 | Falun         | 10 km stylem klasycznym | 24:51,6    | +22,0   | Sture Sivertsen               |
| 3.      | 24 lutego | 1993 | Falun         | 10 km + 15 km pościgowy | 1:01:45,0  | +1:10,5 | Bjørn Dæhlie Władimir Smirnow |
| 2.      | 26 lutego | 1993 | Falun         | Sztafeta 4 × 10 km      | 1:44:14,9  | +9,6    | Norwegia                      |
| 5.      | 9 marca   | 1995 | Thunder Bay   | 30 km stylem klasycznym | 1:15:52,3  | +2:10,5 | Władimir Smirnow              |
| 4.      | 11 marca  | 1995 | Thunder Bay   | 10 km stylem klasycznym | 24:52,3    | +37,2   | Władimir Smirnow              |
| 2.      | 13 marca  | 1995 | Thunder Bay   | 10+15 km pościgowy      | 1:06:19,5  | +10,2   | Władimir Smirnow              |
| 3.      | 17 marca  | 1995 | Thunder Bay   | Sztafeta 4 × 10 km      | 1:34:27,1  | +2:01,3 | Norwegia                      |
| 1.      | 19 marca  | 1995 | Thunder Bay   | 50 km stylem dowolnym   | 1:56:36,0  | -       | -                             |
| 45.     | 21 lutego | 1997 | Trondheim     | 30 km stylem dowolnym   | 1:06:28,2  | +4:35,4 | Aleksiej Prokurorow           |
| 11.     | 24 lutego | 1997 | Trondheim     | 10 km stylem klasycznym | 23:41,8    | +1:04,8 | Bjørn Dæhlie                  |
| 10.     | 25 lutego | 1997 | Trondheim     | 10+15 km pościgowy      | 1:00:11,1  | +2:17,7 | Bjørn Dæhlie                  |
| 3.      | 28 lutego | 1997 | Trondheim     | Sztafeta 4 × 10 km      | 1:37:06,1  | +2:50,8 | Norwegia                      |
| 14.     | 2 marca   | 1997 | Trondheim     | 50 km stylem klasycznym | 2:16:37,5  | +7:48,0 | Mika Myllylä                  |
| 16.     | 19 lutego | 1999 | Ramsau        | 30 km stylem dowolnym   | 1:15:26,2  | +3:40,5 | Mika Myllylä                  |
| 25.     | 22 lutego | 1999 | Ramsau        | 10 km stylem klasycznym | 24:19,2    | +1:31,0 | Mika Myllylä                  |
| 19.     | 23 lutego | 1999 | Ramsau        | 10+15 km pościgowy      | 1:05:54,9  | +2:07,6 | Thomas Alsgaard               |
| 3.      | 26 lutego | 1999 | Ramsau        | Sztafeta 4 × 10 km      | 1:35:07,5  | +1:30,6 | Austria                       |
| 7.      | 21 lutego | 2001 | Lahti         | Sprint stylem dowolnym  | 3:14,1     | -       | Tor Arne Hetland              |
| DNF     | 25 lutego | 2001 | Lahti         | 50 km stylem dowolnym   | 2:05:27,2  | -       | Johann Mühlegg                |
| 37.     | 26 lutego | 2003 | Val di Fiemme | Sprint stylem dowolnym  | 3:12,1     | -       | Thobias Fredriksson           |

### Mistrzostwa świata juniorów
| Miejsce | Dzień     | Rok  | Miejscowość | Konkurencja             | Wynik     | Strata  | Zwycięzca             |
| ------- | --------- | ---- | ----------- | ----------------------- | --------- | ------- | --------------------- |
| DNS     | 13 lutego | 1986 | Lake Placid | 10 km stylem klasycznym | 26:58,3   | -       | Giennadij Łazutin     |
| 15.     | 17 lutego | 1986 | Lake Placid | 30 km stylem dowolnym   | 1:18:12,8 | +5:36,4 | Giennadij Łazutin     |
| 4.      | 4 lutego  | 1987 | Asiago      | 10 km stylem klasycznym | 27:19,5   | +14,8   | Gierman Karaczewski   |
| 3.      | 6 lutego  | 1987 | Asiago      | Sztafeta 3 × 10 km      | 1:14:13,9 | +13,0   | ZSRR                  |
| 2.      | 8 lutego  | 1987 | Asiago      | 30 km stylem dowolnym   | 1:13:41,2 | +1:14,8 | Kalikan Nagombajew    |
| 10.     | 3 lutego  | 1988 | Saalfelden  | 10 km stylem klasycznym | 27:09,2   | +33,8   | Gierman Karaczewski   |
| 2.      | 6 lutego  | 1988 | Saalfelden  | Sztafeta 3 × 10 km      | 1:16:49,0 | +0,4    | ZSRR                  |
| 4.      | 7 lutego  | 1988 | Saalfelden  | 30 km stylem dowolnym   | 1:21:21,3 | +1:54,6 | Aleksandr Karaczewski |

### Puchar Świata

#### Miejsca w klasyfikacji generalnej
- sezon 1987/1988: 53.
- sezon 1989/1990: 54.
- sezon 1990/1991: 43.
- sezon 1991/1992: 14.
- sezon 1992/1993: 6.
- sezon 1993/1994: 5.
- sezon 1994/1995: 3.
- sezon 1995/1996: 5.
- sezon 1996/1997: 5.
- sezon 1997/1998: 9.
- sezon 1998/1999: 24.
- sezon 1999/2000: 26.
- sezon 2000/2001: 25.
- sezon 2001/2002: 32.
- sezon 2002/2003: 96.
- sezon 2003/2004: 95.
- sezon 2005/2006: 165.

#### Miejsca na podium
| Nr  | Dzień        | Rok  | Miejscowość    | Konkurencja             | Czas biegu | Pozycja | Strata  | Zwycięzca                     |
| --- | ------------ | ---- | -------------- | ----------------------- | ---------- | ------- | ------- | ----------------------------- |
| 1.  | 8 grudnia    | 1991 | Silver Star    | 25 km stylem klasycznym | 1:05:00,4  | 3       | +35,8   | Vegard Ulvang                 |
| 2.  | 24 lutego    | 1993 | Falun          | 10+15 km pościgowy      | 1:01:45,0  | 2       | +1:10,5 | Bjørn Dæhlie Władimir Smirnow |
| 3.  | 19 marca     | 1993 | Štrbské Pleso  | 15 km stylem klasycznym | 41:35,0    | 3       | +37,1   | Bjørn Dæhlie                  |
| 4.  | 22 grudnia   | 1993 | Dobbiaco       | 15 km stylem dowolnym   | 59:04,9    | 2       | +27,3   | Władimir Smirnow              |
| 5.  | 19 lutego    | 1994 | Lillehammer    | 10+15 km pościgowy      | 1:00:08,8  | 3       | +1:39,8 | Bjørn Dæhlie                  |
| 6.  | 17 grudnia   | 1994 | Sappada        | 15 km stylem dowolnym   | 34:55,5    | 2       | +34,3   | Bjørn Dæhlie                  |
| 7.  | 14 stycznia  | 1995 | Nové Město     | 15 km stylem klasycznym | 37:32,7    | 3       | +23,2   | Harri Kirvesniemi             |
| 8.  | 4 lutego     | 1995 | Falun          | 30 km stylem klasycznym | 1:15:35,9  | 2       | +32,3   | Bjørn Dæhlie                  |
| 9.  | 13 marca     | 1995 | Thunder Bay    | 10+15 km pościgowy      | 1:06:19,5  | 2       | +10,2   | Władimir Smirnow              |
| 10. | 19 marca     | 1995 | Thunder Bay    | 50 km stylem dowolnym   | 1:56:36,0  | 1       | -       | -                             |
| 11. | 29 listopada | 1995 | Gällivare      | 15 km stylem dowolnym   | 35:56,0    | 3       | +40,7   | Bjørn Dæhlie                  |
| 12. | 9 grudnia    | 1995 | Davos          | 30 km stylem klasycznym | 1:13:40,4  | 3       | +2:14,1 | Bjørn Dæhlie                  |
| 13. | 13 grudnia   | 1995 | Brusson        | 15 km stylem dowolnym   | 36:06,2    | 2       | +34,6   | Bjørn Dæhlie                  |
| 14. | 4 lutego     | 1996 | Reit im Winkl  | Sprint stylem dowolnym  | ?          | 3       | ?       | Tor Arne Hetland              |
| 15. | 11 stycznia  | 1997 | Hakuba         | 10 km stylem klasycznym | 28:20,2    | 1       | -       | -                             |
| 16. | 12 stycznia  | 1997 | Hakuba         | 15 km stylem dowolnym   | 1:06:22,8  | 1       | -       | -                             |
| 17. | 10 stycznia  | 1998 | Ramsau         | 30 km stylem dowolnym   | 1:06:45,2  | 2       | +30,8   | Thomas Alsgaard               |
| 18. | 3 marca      | 2000 | Lahti          | Sprint stylem dowolnym  | ?          | 3       | ?       | Cristian Zorzi                |
| 19. | 14 stycznia  | 2001 | Soldier Hollow | Sprint stylem dowolnym  | ?          | 3       | ?       | Cristian Zorzi                |

### [[[FIS Worldloppet Cup|FIS Marathon Cup]]

#### Miejsca w klasyfikacji generalnej
- sezon 2002/2003: 19.
- sezon 2003/2004: 2.
- sezon 2004/2005: 6.
- sezon 2005/2006: 6.

#### Miejsca na podium
| Nr | Dzień    | Rok  | Miejscowość       | Zawody                  | Czas biegu | Strata | Pozycja | Zwycięzca           |
| -- | -------- | ---- | ----------------- | ----------------------- | ---------- | ------ | ------- | ------------------- |
| 1. | 20 marca | 2004 | Birkebeinerrennet | 58 km stylem klasycznym | 2:48:55,0  | +2,0   | 3       | Gianantonio Zanetel |